# شياع (آلة)
الشَّياع هو آلة نفخ نحاسية موسيقية إلى جد ما البوق في شكلها العام، وتصميمها، وطريقة العزف بها، ولكنها تعزف بسهولة عظيمة، بحيث يمكن عزف مقطوعات سريعة عليها.الشياع أحد الآلات الموسيقية المستعملة في الفرق النحاسية والفرق العسكرية. يُسمى عازفها الشَّيَّاع.